# Probabilitat bayesiana
El anomenat Concepte de Probabilitat Bayesià (angl. Bayesianism) del matemàtic anglès Thomas Bayes, interpreta la probabilitat com a grau de convicció personal (anglès: 'degree of belief'). Així, es diferencia de la percepció de probabilitat objectivista, com del concepte de probabilitat freqüentista, que interpreta probabilitat com freqüència relativa.
El concepte de probabilitat bayesià no s'ha de confondre amb el Teorema d'En Bayes, d'ell mateix, que té nombroses aplicacions en estadística.

## Desenvolupament del concepte de probabilitat bayesià
El concepte de probabilitat bayesià s'utilitza sovint per mesurar la plausibilitat d'una declaració en funció de les noves troballes. Pierre-Simon Laplace (1812) descobrí aquesta explicació més tard, independentment d'En Bayes, i la utilitzà per problemes de mecànica astral, estadística mèdica i, segons qualque informacions, fins i tot en casos a resoldre per la jurisprudència.
Per exemple, En Laplace calculà la massa de Saturn a partir de les observacions astronòmiques existents de la seva òrbita. Explicà els resultats, juntament amb un indici de la seva incertesa: "jo apost 11.000 a 1 que l'error en aquest resultat no és més gran que 1/100 del seu valor." (En Laplace hagués guanyat aquesta aposta, perquè 150 anys més tard, el seu resultat ha degut ésser corregit a partir de les noves dades només en un 0,37 %.)
La interpretació bayesiana de la probabilitat fou desenvolupada inicialment als inicis del segle xx, especialment a Anglaterra. Principals caps foren igualment Harold Jeffreys (1891-1989) i Frank Ramsey (1903-1930). Aquest últim va desenvolupar un plantejament que ell, a causa de la seva prematura mort, no va poder continuar, no obstant això fou reprès independentment a Itàlia per Bruno de Finetti (1906-1985). La idea bàsica és, "estimacions raonables" (engl. rational belief) com una generalització de les apostes estratègiques a considerar: es donarà una quantitat d'Informació/mesures/dades, i es buscarà una resposta a la pregunta relativa de fins a quin nivell s'aposta per la solidesa de l'avaluació o què oportunitat tendria .(El rerefons és que només s'aposten molts doblers en aquell moment en què hom està segur de la seva avaluació. Aquesta idea va tenir un gran impacte en la Teoria dels Jocs). Una sèrie de pamflets envers els mètodes estadístics (freqüentistes) es derivà d'aquesta idea bàsica, debatida des de la dècada del 1950, entre bayesianistes i freqüentistes.

## Formalització del concepte de probabilitat
Està hom preparat per interpretar la probabilitat com una "seguretat en la valoració personal dels fets i de les circumstàncies" (vegeu més amunt), llavors sorgeix la pregunta, quines propietats lògiques ha de tenir aquesta probabilitat per no ésser contradictoris. Es van prestar contribucions significatives per respondre-ho de part d'En Richard Threlkeld Cox (1946). Requereix la validesa dels següents principis:
1. Transitivitat: Si la probabilitat de A és més gran que la probabilitat de B, i la probabilitat de B és més gran que la probabilitat de C, llavors la probabilitat de A ha d'ésser també més gran que la probabilitat de C. Sense aquesta propietat no seria possible expressar probabilitats en nombres reals, perquè els nombres reals estan de fet transitivament ordenats. A més a més, es produirien paradoxes com ara les següents: Un home que no entén la transitivitat de la probabilitat, ha apostat en una cursa al cavall A. Creu que ara, però, el cavall B és millor, i canvia la seva aposta. Ha degut pagar un poquet més, però això no té importància per ell, perquè ara té una millor aposta. Llavors pensa que el cavall C sia millor que el cavall B. Tornar a canviar-ho i ha de pagar un poc més. Ara ell creu, no obstant això, que el cavall A és millor que el cavall C. Torna a canviar i torna a pagar. Sempre creu haver aconseguit una millor aposta, però ara tot és com era abans, només ell és més pobre.
2. Negació: Quan tenim una expectativa de la veritat d'alguna cosa, llavors també tenim de forma implícita una expectativa de la seva manca de veritat.
3. Condicionament: Quan tenim una expectativa sobre la veritat de H, i també una expectativa sobre la veritat de D en el cas que H sia cert, llavors també tenim de forma implícita una expectativa de la simultània veritat de H i D.
4. Consistència (sensatesa): Si hi ha diversos mètodes per utilitzar certes informacions, llavors la conclusió ha d'ésser sempre la mateixa.

### Valors de probabilitat
Resulta d'això que s'han d'aplicar les següents regles dels valors de la probabilitat de W(H):
1. {\displaystyle 0\leq W(H)\leq c}    triam {\displaystyle c=1}.
2. {\displaystyle \!\,W(H)+W(!H)=c=1}   'regla de suma'
3. {\displaystyle \!\,W(H,D)=W(D|H)W(H)}  'regla de producte'

Això vol dir que:
- H o D: La hipòtesi H ès veritable (o el esdeveniment H es produeix) o l'esdeveniment D s'ha produït.
- W(H): La probabilitat que la hipòtesi H sia certa, o que l'acte H es produirà.
- !H: No H: La hipòtesi H no és certa, o l'acte H no es produeix.
- H,D: H i D són ambdues veritat o es produeixen o una és veritat i l'altra es produeix.
- W(D | H): La probabilitat que la hipòtesi D sia certa, o que el cas D succeirà en el cas que H sia veritat o es produesqui.

De les regles anteriors de valors de probabilitat altres es poden derivar.

## Transcendència pràctica en estadística
Per poder abordar aquest tipus de problemes, no obstant això, en el marc de la interpretació freqüentista, es descriurà la incertesa per mitjà d'una variable especialment inventada de mida aleatòria. La teoria de la probabilitat bayesiana no necessita per portar a terme aquest tipus d'una variable auxiliar. En el seu lloc, s'introdueix el concepte d'una probabilitat a priori que reconeix el coneixement previ i les suposicions bàsiques de l'observador en una distribució de probabilitat. Representants de l'aproximació bayesiana veuen com una gran avantatge, coneixements previs i suposicions a priori expressades de forma explícita en el model.